# عوسانات
العوسانات (باللاتينية: Pseudophyllidea) رتبة من الديدان المسطحة يتألف جسمها من قطع عديدة تسمى الأسَلات، وعويستين تتثبت الدودة الكهلة بواسطتهما.